# Stadio Valerio Bacigalupo
Lo stadio comunale Valerio Bacigalupo è il principale impianto sportivo di Savona e ha ospitato dal 1959 al 2020 le partite casalinghe del Savona Football Club. Era per capienza il quarto stadio della regione Liguria, dopo lo Stadio Luigi Ferraris di Genova, lo Stadio Alberto Picco de La Spezia e lo Stadio comunale di Chiavari.

## Storia
L'impianto sorge in via Cadorna nel quartiere di Legino ed è attivo dalla stagione 1959-1960. In precedenza la squadra giocava nel campo sportivo di corso Ricci, alla confluenza dei torrenti Letimbro e Lavanestro.
Lo stadio è intitolato alla memoria di Valerio Bacigalupo, storico portiere prima del Savona e poi del Grande Torino nonché della Nazionale italiana, morto il 4 maggio 1949 nella tragedia di Superga. La struttura venne inaugurata il 6 settembre 1959 con il taglio del nastro da parte della madre del portiere e la partita inaugurale fu proprio tra Savona e Torino (terminata 3 a 0 per i granata).
Il Bacigalupo ha avuto una capienza di 20 000 spettatori negli anni sessanta, capienza che è stata via via limitata nei decenni successivi arrivando a soli 4 000 posti a sedere a seguito della chiusura delle curve, non adeguate alle nuove normative in materia di sicurezza, e ad altri problemi connessi alle vie di fuga dello stadio.
Con l'arrivo del Terzo millennio sono state avanzate varie ipotesi per apportare modifiche sostanziali all'impianto ed all'area circostante arrivando ad ipotizzare anche la costruzione di un nuovo stadio. Nonostante le richieste della società e gli annunci degli enti preposti, non è ancora stato varato un progetto definitivo e ci si è limitati a piccoli interventi sull'attuale struttura tra cui la ristrutturazione e adeguamento della gradinata, la realizzazione del sistema di videosorveglianza, il potenziamento dell'impianto di illuminazione e la ridipintura degli spalti nei colori sociali del Savona (bianco-blu).
Gli spalti sono attualmente suddivisi in 4 settori:
- la tribuna (1 000 posti coperti), ubicata sul lato ovest del rettangolo di gioco;
- i distinti (1 200 posti), situati al secondo anello della tribuna;
- la gradinata (1 300 posti), posta sul lato est del campo, dove prende posto la tifoseria organizzata bianco-blu;
- il settore ospiti (500 posti), sempre sul lato est del campo, è separato dal resto della gradinata mediante barriere costruite in base ai vigenti regolamenti.